# 徹夜祷 (ラフマニノフ)
『徹夜祷』（てつやとう、ロシア語: Все́нощное бде́ние）作品37はロシアの作曲家、セルゲイ・ラフマニノフが1915年に作曲した正教会の奉神礼音楽である。正教会の公祈祷の形式の一つである徹夜祷に基づく作品であり、1910年に作曲された『聖金口イオアン聖体礼儀』作品31と並ぶラフマニノフの奉神礼音楽の大作である。無伴奏の混声合唱のための作品で、歌唱は教会スラヴ語によって行われる。
日本では『晩祷』（ばんとう）と呼ばれることも多い。これは必ずしも誤りではないが（詳しくは徹夜祷#「晩祷」との語義の違いを参照）、『徹夜祷』と訳す方がより正確である。

## 作曲の経緯
同時代人の証言によるとラフマニノフはあまり信仰に篤い人物ではなかったとされているが、元々彼の創作において正教会聖歌の旋律は主要な着想の源泉だった。彼のロシアの教会音楽との関わりはモスクワ音楽院在学中に受講したステパン・スモレンスキイの講義に遡る。
スモレンスキイはすでに1897年には彼に聖金口イオアン聖体礼儀への作曲を勧めており、1909年に永眠する直前にはアルハンゲリスキー聖堂の聖器所に案内し、そこに保存されている古い楽譜の写本を閲覧する便宜を与えていた。スモレンスキイから受けた薫陶は1910年に『聖金口イオアン聖体礼儀』として結実していた。『徹夜祷』はその5年後の1915年初頭にわずか2週間足らずのうちに書き上げられた。ラフマニノフはこの作品をスモレンスキイの思い出に献呈した。

## 演奏史
初演は1915年3月23日（当時ロシアで用いられていたユリウス暦では10日）にニコライ・ダニーリン指揮のモスクワ聖務会院合唱団により行われた。評論家からも聴衆からも温かく迎えられ、月に5回以上も再演されるほどの成功を収めた。ラフマニノフ自身にとっても、合唱交響曲『鐘』と並ぶ会心の作であり、第5曲を自分自身の葬儀に用いるように要望していた。
しかし作曲から2年後の1917年にはロシア革命が起こり、無神論を掲げるソビエト連邦の体制になると宗教音楽の演奏は禁止されるようになった。一方ラフマニノフが生活の拠点を移した西側諸国でも正教会の奉神礼音楽が日の目を見るような状況にはなく、この作品は作曲後まもなく埋もれた状態になってしまった。
この曲が再び脚光を浴びたのは1965年にアレクサンドル・スヴェシニコフ指揮ソビエト国立アカデミー・ロシア合唱団によって録音された時のことで、これがソ連時代を通じてペレストロイカ以前に許可された唯一の正教会聖歌の録音だった。ソ連の崩壊以降はこの作品が演奏、録音される機会も多くなってきている。教会の奉神礼に実際に使われる事も稀にあるが、徹夜祷に百人規模で参祷者があるほどに相当に大規模な教会でなければ実現不可能な難曲である。

## 構成
正教会の奉神礼祝文のうち、徹夜祷を構成する3つの部分（晩課・早課・第一時課）に曲付けされている。第1曲から第6曲までが晩課、第7曲から第14曲までが早課、最後の第15曲が第一時課に対応する。
1. 来たれわれらの王、神に
2. （首誦聖詠:第103聖詠:詩篇第104篇）わが霊（たましい）や主を讃め（ほめ）あげよ
3. （第一カフィズマ）悪人の謀（はかりごと）に行かざる人は福（さいわい）なり
4. （聖入）聖にして福たる常生（じょうせい）なる天の父
5. （聖抱神者シメオンの祝文）主宰や今 爾（なんじ）の言（ことば）にしたがい
6. 生神童貞女（しょうしんどうていじょ）や慶べよ
7. （六段の聖詠：6つの詩篇）至（いと）高きには光栄
8. （多油祭）主の名を讃め（ほめ）あげよ
9. 主よ爾（なんじ）は崇め（あがめ）讃め（ほめ）らる
10. ハリストスの復活を見て
11. わが心は主を崇め
12. （大詠頌）至（いと）高きには光栄 神に帰し
13. （定規のトロパリ、奇数調） 今 救いは世界に及べり
14. （定規のトロパリ、偶数調） 爾（なんじ）は墓より復活し
15. 生神女や 我等爾の僕婢は（しょうしんじょやわれらなんじのぼくひは）讃詞

## 作品の特徴
混声4部合唱のために作曲されているが、多くの場合に声部数は3声から8声まで変化する。声部が沢山分かれている場合でも男声と女声が同じ旋律・副旋律を歌って厚みを加えているなど、ボルトニャンスキーの合唱コンチェルトをはじめとするイタリア由来の合唱聖歌作法と、伝統的に行なわれていた単声聖歌への参祷者（奉神礼への参加者）各々の発意による和声付け唱法とを融合させている。伴奏楽器を用いないのは聖堂内では人声以外の楽器を使用しないという正教会の慣習による。
ラフマニノフは15曲のうち10曲を正教会の聖歌に基づいて作曲している。第7番、第8番、第9番、第12番、第13番、第14番が「ズナメニ聖歌」、第2曲と第15曲がより朗誦的な「ギリシャの旋律」、そして第4曲と第5曲が「キエフ聖歌」（ズナメニ聖歌のウクライナ版）である。一方、第1曲、第3曲、第6曲、第10曲、第11曲の計5曲はラフマニノフ自身の創作で、作曲者自身はこれらを「意識的なでっち上げ」と呼んでいた。
元々ラフマニノフは教会の鐘の音を思わせる重厚な和音を用いたり、正教会聖歌の旋律を引用するなど、ロシア正教会の音楽的伝統に強い影響を受けつつ創作を行ってきた。本作は調的ながらもしばしば西欧の伝統的な和声法から逸脱しており、旋律は旋法的である（第1曲はC-Dマイナー-Aという和声進行で始まる）。リズムは自由に伸縮し、しばしば拍子が指定されておらず、民族音楽にありがちなパルランドな（つまり話し言葉のような抑揚とリズムをもつ）旋律法がとられている。「西欧的・合理主義的」といわれるモスクワ楽派の出身でありながら、ラフマニノフが誰よりも民族色濃厚な宗教曲を創り出したことは興味深い事実であり、知的で鋭敏な感性を以て古い伝承単声聖歌を大時代な現代へも通じる形で提供した功績は大きい。